# Hedvig Mörner
Hedvig Mörner af Morlanda, född 1672, död 1753, var en politiskt aktiv svensk grevinna. Hon var gift med riksrådet greve Claes Ekeblad d.ä. Hon var känd under sin samtid för att ta emot och framgångsrikt genomdriva ansökningar om olika tjänster och ämbeten.  
Mörner var dotter till Hans Georg Mörner och Beata Schulman och var hovfröken hos Ulrika Eleonora den äldre innan hon gifte sig med Claes Ekeblad 1692. Maken blev riksråd 1719. Hedvig Mörner var under sin samtid känd för att bedriva en omfattande supplikantverksamhet. Hon korresponderade med officershustrur, borgmästare och politiker och tog emot en stor mängd ansökningar om att utnyttja sitt inflytande för olika ändamål. Det är noterat att hon privat ägnade sig åt ett ivrigt intresse för spel tillsammans med sin syster. Hon tillskrevs av samtiden ett stort inflytande i politiska kretsar, och en stor korrespondens är bevarad där supplikanter tackade för hennes hjälp och råd och förklarade att den hade varit framgångsrik. 
Denna verksamhet handlade ofta om tillsättandet av olika poster och tjänster och ämbeten, vilka kunde ha politiska verkningar. Exempel på hennes verksamhet var 1730, då Agnes Christina Wachtmeister bad om en prästtjänst åt Nils Palmerus i Linköping och föreslog att Mörner skulle be maken lägga fram ärendet i rådet eller i kabinettet: Palmerus tilldelades också tjänsten året därpå. 1732 bad Anna Charlotta Kruuse af Verchou om en majortjänst vid Smålands kavalleriregemente åt sin make Jakob Johan von Saltza. Mörner ombads ofta påverka sin make, men detta gällde inte alltid och det är klart att hon hade en personlig maktposition. Hon var personlig vän till drottning Ulrika Eleonora, och 1734 var hon delaktig i en politisk konflikt i riksdagen. Oppositionen mot Arvid Horn arbetade vid denna tid i riksdagen för att genomdriva att en av deras sympatisörer, Göran Silfverhielm, skulle tilldelas tjänsten som fältmarskalk. Riksdagsgruppen bad då Hedvig Mörner, i egenskap av Silfverheilms svärmor och drottningens vän, att övertala drottningen att övertala kung Fredrik I att lägga fram kravet i riksdagen. Ulrika Eleonora föreslog också på Mörners förslag detta för kungen, som i sin tur lade fram det för riksrådet. Ärendet ledde till en häftig konflikt mellan Fredrik I och Arvid Horn och utvecklades till en allvarlig politisk schism mellan dem. Detta betraktas som ett typiskt politiskt ärende av det slag hon ägnade sig åt.     
Hedvig Mörner framhålls som ett typiskt exempel på en politiskt inflytelserik adelsdam, och hennes inflytande under frihetstiden har jämförts med Brita Rosladins under stormaktstiden.